# دوسقاويات
دوسقاويات (الاسم العلمي: Dasytinae)، فُصيلة حشرات خنفسية من فصيلة خنافس الزهور ذات الأجنحة الناعمة،
والتي تُعامل أحيانًا على أنها فصيلة منفصلة، الدوسقيات "Dasytidae".

## الوصف والتوزيع
عادًة ما تكون الدوسقاويات صغيرة القد (<8 مم) ومتوازية الجوانب، مع غلاف بني إلى أسود (نادرًا ما يكون معدنيًا)، مع غطاء قصير أو بدونه.
وهي أكثر شيوعًا وتنوعًا في المناطق الجافة في أمريكا الشمالية (خاصةً جنس Trichochrous و Listrus) وآسيا الوسطى.